# Гуиральдес, Рикардо
Рикардо Гуиральдес (исп. Ricardo Güiraldes; 13 февраля 1886, Буэнос-Айрес — 8 октября 1927, Париж) — аргентинский писатель.

## Биография
В 1910 году отправился в путешествие по Европе, Индии, Японии. Жил в Париже, где познакомился с французской авангардной литературой. После возвращения в Буэнос-Айрес в 1912 году женился на Аделине дель Каррил. В этом же году выходит его первый поэтический сборник El cencerro de cristal. В 1916 году с женой путешествует по Ямайке и Кубе, заметки путешествия легли в основу романа Xaimaca. В 1917 году выходит автобиографический роман Raucho.
В 1919 и 1922 годах снова путешествует по Европе вместе с женой. В 1922 году выходит роман «Разавра» — меланхоличное и ироничное произведение о любви. В этот период происходят изменения в мышлении Гуиральдеса — начинает интересоваться теософией и восточной философией. В 1924 году Гуиральдес становится одним из основателей ультраистичного журнала Proa.
Известность Рикардо Гуиральдэсу принёс роман «Дон Сегундо Сомбра», написанный в 1926 году. В 1927 году писатель в последний раз едет в Европу, где в Париже умирает от болезни Хожкина.